# Tabor Szynowy Opole
Tabor Szynowy Opole SA (TS Opole) – polski przewoźnik kolejowy oraz producent wagonów kolejowych, do 2014 roku w upadłości likwidacyjnej. Firma posiadała zakłady produkcyjne w Opolu i w Zielonej Górze. 

## Historia
Przedsiębiorstwo powstało w 1907 roku jako warsztaty naprawcze taboru kolejowego w Opolu. 
Po II wojnie światowej zakłady kolejowe w Opolu weszły w skład majątku Polskich Kolei Państwowych. Po 1991 roku, w związku z restrukturyzacją PKP, stały się samodzielną spółką akcyjną pod nazwą ZNTK Opole. Do 2002 roku należały do Zachodniego Funduszu Inwestycyjnego NFI. W 2002 roku głównym udziałowcem w firmie został przedsiębiorca Andrzej Świerczek. W rękach nowego właściciela zakłady stały się w ciągu kilku lat zalążkiem holdingu firm naprawiających lub produkujących wagony kolejowe dla największych przewoźników w Polsce.   
W 2011 roku firma podjęła działalność jako towarowy przewoźnik kolejowy na terenie Polski.
27 lutego 2014 Sąd Rejonowy w Opolu ogłosił upadłość likwidacyjną. 1 kwietnia 2014 wyrok potwierdził Sąd Okręgowy w Opolu, oddalając zażalenie władz Spółki.
W kwietniu 2015 spółka Wagon Opole wydzierżawiła od syndyka masy upadłościowej cały zakład. Spółka przejęła również wszystkich zatrudnionych w TS pracowników.

## Charakterystyka
TS Opole zajmuje się naprawą i modernizacją wagonów osobowych, wagonów towarowych i elektrycznych zespołów trakcyjnych. Ponadto firma produkuje różnego rodzaju wagony towarowe i wózki wagonowe w oparciu o własne konstrukcje lub dokumentację powierzoną przez przewoźników kolejowych (m.in. wagony 445W). 
Głównym klientem firmy jest spółka PKP Cargo.

## Pojazdy trakcyjne TS Opole
Od 2011 roku firma TS Opole jako przewoźnik kolejowy posiadała kilkanaście elektrowozów serii EU07, z których część wydzierżawiała Przewozom Regionalnym.